# Le Sémaphore (cinéma)
Pour le journal, voir Le Sémaphore.
Le Sémaphore est un cinéma à Nîmes.
Il est classé « art et essai ».

## Historique
Créé par Alain et Dany Nouaille, surnommé familièrement par apocope le « Sémaph », c'est le 21 septembre 1977 qu'il est inauguré rue Porte-de-France, dans un ancien entrepôt de la maison Nègre, après un an de travaux. Le capital de départ est constitué de trente mille francs versés par les amis du couple. Dès la première semaine, et malgré un contexte local peu favorable et l'accord sans enthousiasme des autorités, le cinéma enregistre 574 entrées. Une deuxième salle ouvre quelques mois après, suivie d'une troisième (plus confortable) en 1980. C'est alors le premier cinéma à disposer de trois salles classées Recherche.
La société acquiert aussi une salle à Saint-Étienne, et se lance en 1982 dans la distribution avec Les Films du Sémaphore, prenant notamment en charge Qui chante là-bas ? de Slobodan Šijan, puis Wend Kuuni de Gaston Kaboré (qui remporte le César du meilleur film francophone), et Te souviens-tu de Dolly Bell ?, première œuvre d'Emir Kusturica. Une manifestation délocalisée, Cinéma sous les étoiles, a cours entre 1984 et 1992. Alain Nouaille indique : « Nous allions [alors] dans tous les festivals ». Des longs-métrages sont aussi tournés dans ses murs, comme Le Meilleur de la vie de Renaud Victor (1985). Mais en 1985, principalement après l'échec cuisant de The Brother from Another Planet, l'équipe perd trois personnes alors que la distribution ne marche guère et que la fréquentation chute. Le ministère de la Culture et Jack Lang aident le cinéma à se remonter, tandis que le Sémaphore renonce à son activité de distribution en 1988, après 65 titres. En 1995, ses dettes sont remboursées, et en 1998, il a retrouvé son niveau de fréquentation pré-crise avec 150 000 spectateurs et un public dorénavant « fidélis[é] ». C'est en 1996 que le record d'entrées s'établit à 26 000 avec Microcosmos.
Le cinéma abrite également plusieurs festivals au fil des ans : Quinzaine du cinéma italien (organisée par l'Association des italianisants nîmois, et présentant au cinéma en 1982 et 1983 des versions originales accompagnées d'animations et débats entre spécialistes universitaires) ; Festival des femmes ; Festival du cinéma espagnol (proposant de 1986 à 1992 des inédits sanctionnés par un prix du public) ; Festival du film juif et israélien (qui y tient sa première en 1987). Il coordonne également, non dans ses locaux mais en plein air, Cinéma sous les étoiles (1984-1985 puis 1991-1992). S'y déroulent encore aujourd'hui le festival des Écrans britanniques ainsi que les Cartes blanches.
Dans les années 2000, le Sémaphore doit faire face à la concurrence de nouveaux multiplexes, comme le Kinépolis à Nîmes et le Majestic à Caissargues ; ils mènent une « guerre des prix » qui conduit à la disparition des petites salles comme le Vox ou le Majestic mais aussi, en fin de compte, à la fermeture du multiplexe du Majestic. Mais le Sémaphore, qui revendique une approche originale, ouvre deux nouvelles salles en 2000 et résiste.
Créée en 2002, une association de soutien nommée Sémaphor(ever) (rebaptisée ensuite « Les Amis du Sémaf ») compte plusieurs centaines d'adhérents dans les années 2000 et 2010,. Elle rassemble, outre des cinéphiles, des professionnels du cinéma disposés à aider le Sémaphore dans ses actions,. Elle organise des rencontres et noue des partenariats avec d'autres associations nîmoises. Elle est enfin à l'initiative de la cafétéria Salé sucré, qui connaît un vif succès. La cafétéria emploie de six à huit personnes selon les saisons. Cet espace est organisé et géré par la SARL Le Sémaphore.
Le 27 janvier 2009, Alain Nouaille reçoit le trophée du meilleur exploitant de la part de la revue Le Film français. La même année, il crée l'Association des cinémas et circuits itinérants du Languedoc-Roussillon (ACCILR), dont il devient le premier président.
En 2012, de vastes travaux (après une première initiative en ce sens en 1999) remanient complètement les lieux. Une sixième salle ouvre, un ascenseur est installé et une nouvelle entrée créée. Le cinéma est alors équipé de 550 fauteuils au total. En 2014, une souscription permet de recueillir 187 000 euros de prêts et 27 000 de dons pour financer ces travaux, ce qui constitue pour Alain Nouaille une « divine surprise ».
En 2015, Alain Nouaille se retire. L'exploitation est alors reprise par Haut et Court, et son gérant Martin Bidou. Le nouveau directeur, Jean-Sylvain Minssen (qui faisait partie de l'équipe du Sémaphore depuis 1988, en dernier lieu en qualité de programmateur), choisit toutefois de s'inscrire dans la continuité, tout en faisant « évoluer la communication ». Au sein d'une équipe de 15 salariés , Daniel Vidal, opérateur-projectionniste présent depuis 1995, s'occupe dès lors de la gestion administrative, tandis qu'Anne Mundler continue de gérer les relations avec le jeune public jusqu'à son départ à la retraite en 2019.
En 2017, le Sémaphore célèbre ses 40 ans d'existence. Julien Ségura note alors qu'il fait figure de « dernier des Mohicans face aux multiplexes ».
En 2020, le Sémaphore bénéficie toujours du label Europas cinémas, et est classé « art et essai » (Recherche et découverte, Jeune public, Patrimoine et répertoire) par le CNC.

## Programmation
Cinéma d'art et d'essai inspiré du réseau Utopia (« une rareté », selon Sabrina Ranvier, dans une ville de la taille de Nîmes), il bénéficie d'une programmation dès l'origine « très tournée vers le répertoire » (François Truffaut, Buster Keaton), privilégie les films d'auteur distribués par des distributeurs indépendants, et délaisse les superproductions américaines. Le programme d'abord hebdomadaire devient par la suite bimensuel puis mensuel. Diffusé en 2019 à 18 000 exemplaires, il est largement diffusé dans de nombreux points de dépôt à Nîmes et dans tout le département. La tenue des séances est jugée moins « contraignante » qu'ailleurs par Bernard Bastide et Jacques-Olivier Durand, qui relèvent l'absence de publicités et d'entractes comme de « docus cucus ».
Le cinéma privilégie les versions originales, quitte à présenter aussi la version française dans un second temps.
Des réalisateurs et acteurs viennent régulièrement y présenter leurs films, à commencer par René Allio et Philippe Joutard pour Les Camisards, dès 1978.